# ジョアキン・アルベルト・シサノ
ジョアキン・アルベルト・シサノ（Joaquim Alberto Chissano, 1939年10月22日 - ）は、モザンビークの政治家で第2代大統領（1986年11月6日 - 2005年2月2日）。
ポルトガル植民地モザンビークに生まれ、黒人として初めて現地高等学校の生徒となった。リスボン大学医学部に留学後、1962年にモザンビーク解放戦線(FRELIMO)に入党、大学を中退して祖国独立運動に身を投じた。
ポルトガルからの独立後は、FRELIMO政権において（暫定政権の首相を経て）1975年に外相に就任し、11年間留任した。その後、反政府組織のモザンビーク民族抵抗運動 (RENAMO) との内戦が勃発し、1986年に飛行機事故で急死したサモラ・マシェルの後任として大統領に就任した。
就任後は、それまでの社会主義政策を改める内政改革と西側に接近した現実的外交戦略により内戦終結に成功。戦後政権を決める国連監視下の1994年総選挙にて、再度大統領に選ばれた。シサノ政権下でモザンビークはアフリカで最も経済発展と民主化が進んだ国の一つとなり、その功績が認められて2003年にはアフリカ連合の第2代総長となった。憲法では3選可能であるが、2期終了時の（最初の就任から18年以上経た）2005年にアルマンド・ゲブーザにその座を譲った。
引退後は、2006年に国連のスーダン・ウガンダ地域での紛争解決の特使に選ばれ、2007年にはアフリカの優れた指導者へ贈るモ・イブラヒム賞の第1回受賞者となる。温厚で調整力ある人格と現実的な行動力で母国に平和と発展を実現した政治家として内外から信頼されており、現代アフリカを代表する指導者のひとりである。
| 公職                  | 公職                                               | 公職                                                           |
| --------------------- | -------------------------------------------------- | -------------------------------------------------------------- |
| 先代 サモラ・マシェル | モザンビーク大統領 第2代：1986年 - 2005年          | 次代 アルマンド・ゲブーザ                                      |
| 先代 （創設）         | ポルトガル領モザンビーク首相 初代：1974年 - 1975年 | 次代 マリオ・ダ・グラサ・マシュンゴ （モザンビーク人民共和国） |
| 外交職                |                                                    |                                                                |
| 先代 タボ・ムベキ     | アフリカ連合総会議長 第2代：2003年 - 2004年        | 次代 オルシェグン・オバサンジョ                                |